# Фасова (зупинний пункт)
Фа́сова — пасажирський залізничний зупинний пункт Коростенської дирекції Південно-Західної залізниці розташований на одноколійній неелектрифікованій лінії Коростень — Житомир.
В минулому роз'їзд 43 кілометр. Після закриття роздільного пункту перетворено на зупиночний пункт.
Розташований у селі Фасова Хорошівського району Житомирської області між станціями Нова Борова (9 км) та Топорище (9 км).
На зупинному пункті зупиняються приміські поїзди.